# Fesenzaguet
El Fesenzaguet, (en occità: Fesensaguet) és un parçan o comarca d'Occitània situat a la Gascunya. La seva vil·la principal és Mauvesin. El parçan ocupa les terres de l'antiga jurisdicció feudal del vescomtat de Fesenzaguet (s. XII a XV).
Segons la proposta de divisió territorial d'Occitània del diari Jornalet, basada en l'obra de Frederic Zégierman Le Guide des pays de France, el Fesenzaguet estaria ubicat a la regió de la Gascunya, subregió de l'Armanyac.
Oficialment, les comunes del Fesenzaguet estan adscrites administrativament al departament francès de Gers, a la regió administrativa d'Occitània.